# Štadión Lokomotívy v Čermeli
El Štadión Lokomotívy v Čermeli o simplemente Štadión Lokomotívy es un estadio de fútbol ubicado en el distrito de Čermeľ en la ciudad de Košice, Eslovaquia. El estadio de forma ovalada fue inaugurado en 1970 y posee actualmente una capacidad de 10 700 espectadores, siendo el estadio donde disputó sus partidos el club Lokomotíva Košice hasta 1997, y desde entonces el FC VSS Košice anteriormente llamado 1. FC Košice de la Superliga de Eslovaquia.
Actualmente el estadio no cumple con los criterios de la UEFA para la realización de partidos internacionales. El club MFK Košice planeó inicialmente en 2015 la construcción de un nuevo estadio para 20 000 espectadores en los terrenos del antiguo estadio Všešportový areál en desuso. Un nuevo proyecto redujo la capacidad del nuevo estadio de 20 000 a 13 000 espectadores. Sin embargo, la construcción del nuevo estadio no se ha concretado y no está claro cuándo comenzara.
La Selección de fútbol de Eslovaquia disputó dos partidos aquí, el primero contra Finlandia tuvo lugar el 19 de agosto de 1998 y finalizó en empate 0-0. En el segundo el 5 de septiembre de 1998, el equipo eslovaco se midió por la clasificación de la UEFA para la Euro 2000 ante Azerbaiyán y venció 3-0.

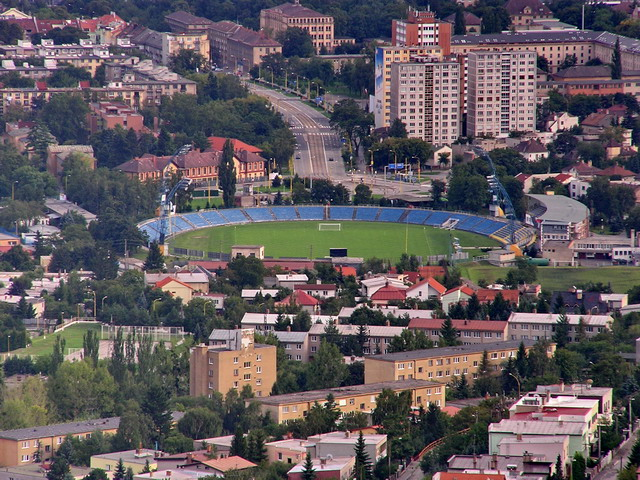
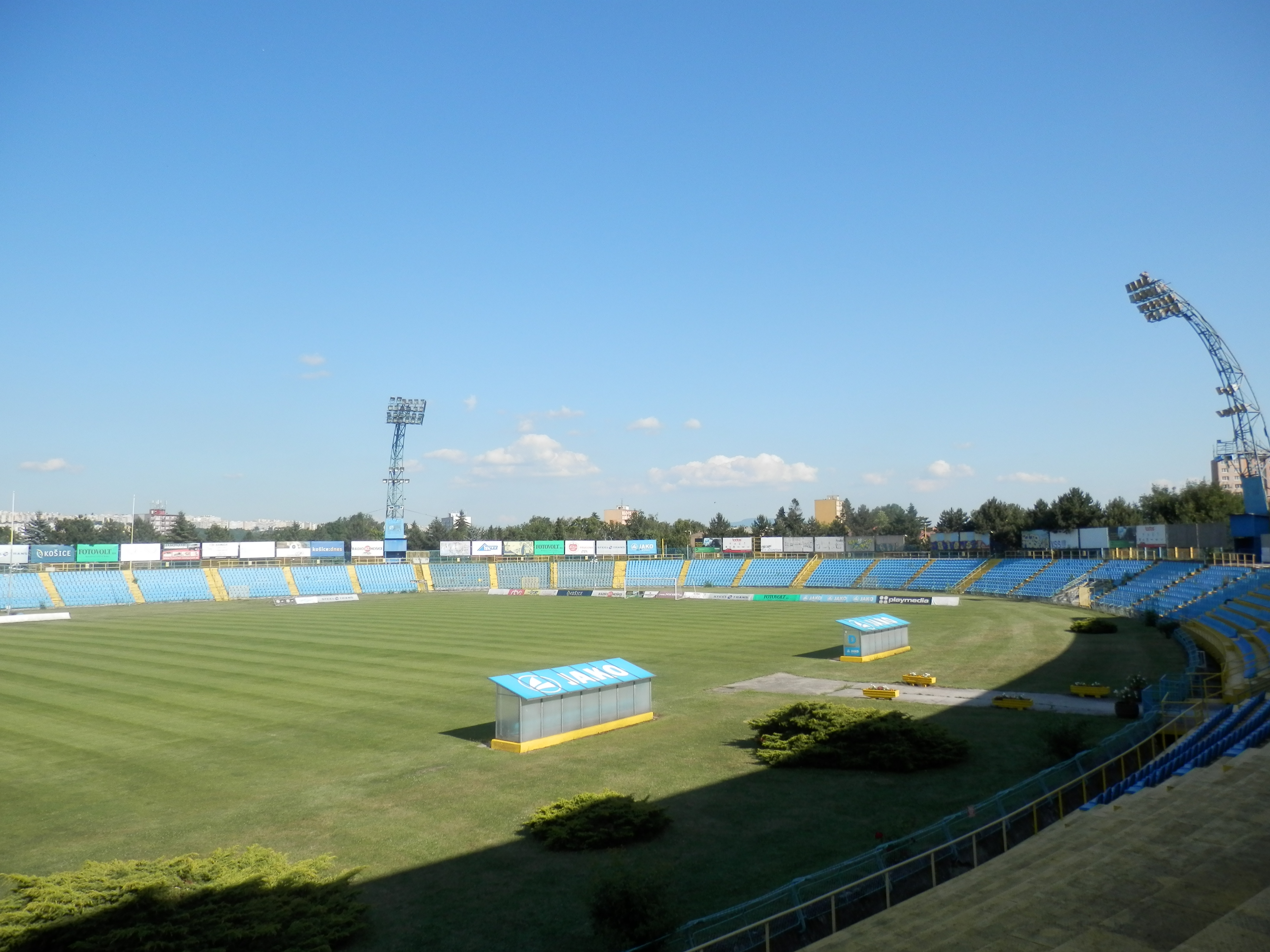